# أيمن المثلوثي
أيمن المثلوثي (البلبولي) هو لاعب كرة قدم دولي تونسي من مواليد 14 سبتمبر 1984، يلعب كحارس مرمى لصالح فريق النجم الرياضي الساحلي.

## المسيرة الكروية
منذ سن مبكرة، إنضم المثلوثي إلى مدارس فريق مدينته الأم(جبل لحمر , العمران) فريق الشبيبة الرياضية بالعمران، حيث تدرب كحارس مرمى. وفي عام 1995 قرر ترك ناديه الأم للانضمام إلى ناد آخر في العاصمة وهو فريق النادي الإفريقي . لينتقل في سنة 1998 لفريق النجم الرياضي الساحلي وقد أصبح قائد الفريق ووقع مع نادي الباطن مطلع عام 2018 و قد عاد إلى فريق النادي الأفريقي في جويلية 2018 و لعب في نادي العدالة السعودي في صيف 2019 . أما مع المنتخب فقد تدرج سريعا في أصناف الشبان حتى ووصوله صنف الأكابر مرورا بالمنتخب الأولمبي .

## الأندية
- حتى سنة 1995 : الشبيبة الرياضية بالعمران
- بين 1995 و1998 : النادي الإفريقي
- منذ 1998 إلى 2017 : النجم الرياضي الساحلي
- منذ 2018 إلى جويلية 2018 نادي الباطن
- منذ جويلية 2018 النادي الإفريقي [3]

## المنتخب الوطني
استدعى أيمن المثلوثي من المنتخب التونسي لأول مرة في 23 مارس سنة 2007 لتعويض عادل النفزي في مباراة (تونس 3 - 0السيشال) من تصفيات كأس الأمم الأفريقية لسنة 2008 . ومنذ ذلك التاريخ وهو دائم الحضور مع نسور قرطاج وقد أصبح قائد المنتخب .

## سجل الإنجازات
مع النجم الرياضي الساحلي:
- بطل رابطة الأبطال الإفريقية 2007
- وصيف الدوري الأفريقي للأندية الأبطال مرتين 2004 و2005
- المركز الرابع في كأس العالم لأندية كرة القدم باليابان عام 2007
- بطل تونس عام 2007
- وصيف بطل تونس 2011 و2008 و2006 و2005 و2004 و2003
- بطل كأس تونس: عام 2012 و2014 و2015
- وصيف كأس تونس مرتين 2011 و2008
- بطل كأس أفريقيا لأبطال الكؤوس عام 2003
- بطل الكأس الكونفدرالية عام 2006 و2015
- بطل كأس السوبر الأفريقي عام 2008
- وصيف كأس السوبر الأفريقي عام 2004 و2006

مع المنتخب الوطني:
- بطل بطولة أمم أفريقيا للمحليين عام : 2011

## روابط خارجية
- أيمن المثلوثي على موقع الاتحاد الدولي (مؤرشف)  (الإنجليزية)
- أيمن المثلوثي على موقع إي إس بي إن إف سي (الإنجليزية)
- أيمن المثلوثي على موقع قاعدة بيانات كرة القدم.إي يو (الإنجليزية)
- أيمن المثلوثي على موقع ليكيب (الفرنسية)
- أيمن المثلوثي على موقع ناشيونال فوتبول تيمز (الإنجليزية)
- أيمن المثلوثي على موقع Soccerway.com (الإنجليزية)
- أيمن المثلوثي على موقع عالم كرة القدم.نت (الإنجليزية)
- أيمن المثلوثي على موقع كووورة